# T.R.I.P. (album O.N.A.)
T.R.I.P. – trzeci studyjny album grupy O.N.A., wydany w kwietniu 1998.
Nagrania uzyskały status platynowej płyty.

## Lista utworów
Opracowano na podstawie materiału źródłowego.
| Nr | Tytuł utworu              | Słowa               | Muzyka                                                    | Długość |
| -- | ------------------------- | ------------------- | --------------------------------------------------------- | ------- |
| 1. | „Nie chcę nigdy - babcia” | Agnieszka Chylińska | Grzegorz Skawiński, Waldemar Tkaczyk, Zbigniew Kraszewski | 5:02    |
| 2. | „Najtrudniej”             | Agnieszka Chylińska | Grzegorz Skawiński, Waldemar Tkaczyk, Zbigniew Kraszewski | 5:59    |
| 3. | „Temu, który jest”        | Agnieszka Chylińska | Grzegorz Skawiński, Waldemar Tkaczyk, Zbigniew Kraszewski | 3:27    |
| 4. | „Czarna myśl”             | Agnieszka Chylińska | Grzegorz Skawiński, Waldemar Tkaczyk, Zbigniew Kraszewski | 5:39    |
| 5. | „Rośnie we mnie gniew”    | Agnieszka Chylińska | Grzegorz Skawiński, Waldemar Tkaczyk, Zbigniew Kraszewski | 2:59    |
| 6. | „Nienawidzę”              | Agnieszka Chylińska | Grzegorz Skawiński, Waldemar Tkaczyk, Zbigniew Kraszewski | 3:57    |
| 7. | „Kwaśna przygoda”         | Agnieszka Chylińska | Grzegorz Skawiński, Waldemar Tkaczyk, Zbigniew Kraszewski | 2:49    |
| 8. | „Hystoryjka”              | Agnieszka Chylińska | Grzegorz Skawiński, Waldemar Tkaczyk, Zbigniew Kraszewski | 2:01    |
| 9. | „To naprawdę już koniec”  | Agnieszka Chylińska | Grzegorz Skawiński, Waldemar Tkaczyk, Zbigniew Kraszewski | 4:17    |
|    |                           |                     |                                                           | 36:10   |

## Twórcy
Opracowano na podstawie materiału źródłowego.
- Agnieszka Chylińska – śpiew
- Grzegorz Skawiński – gitara
- Waldemar Tkaczyk – gitara basowa
- Wojciech Horny – instrumenty klawiszowe
- Zbyszek Kraszewski – perkusja